# Soumana Kalkoye
Soumana Kalkoye (* 25. März 1966 in Fandou Mayaki; Beiname: Foddo) ist ein nigrischer Offizier.

## Leben
Soumana Kalkoye wurde im zu Tondikandia gehörenden Dorf Fandou Mayaki geboren. Nach der Grundschule besuchte er ab 1979 eine Militärschule in Bingerville und ab 1986 das technische Lyzeum in Maradi, an dem er 1988 sein Baccalauréat ablegte. In diesem Jahr wurde er Mitglied der Streitkräfte Nigers. Nach dem Besuch der Königlichen Militärakademie im marokkanischen Meknès legte er die Prüfung als Fallschirmjäger ab.
Im Rang eines Leutnants war Kalkoye von 1993 bis 1995 Teil des nigrischen Kontingents bei der Unterstützungsmission der Vereinten Nationen für Ruanda. Anschließend gehörte er der 1. Fallschirmjäger-Kompanie als. 1996 arbeitete er als Aide-de-camp von Boukary Adji, des Premierministers einer Übergangsregierung. Er wurde 1997 zum Hauptmann befördert und als Offizier der Präsidentengarde von Staatspräsident Ibrahim Baré Maïnassara zugeteilt. Baré Maïnassara kam im April 1999 bei einem Militärputsch ums Leben. Soumana Kalkoye gehörte gemeinsam mit 13 weiteren Offizieren dem Rat der nationalen Versöhnung an, einer Militärjunta, die Niger nach dem Tod des Präsidenten bis Ende 1999 beherrschte. In dieser Zeit erhielt Kalkoye den Dienstgrad eines Majors.
Nach der Übergabe der Macht an eine demokratisch gewählte Regierung setzte er seine militärische Laufbahn fort. Von 2000 bis 2003 war er Kommandant der 122. Fallschirmjäger-Kompanie, gefolgt von einem Auslandseinsatz bei der Mission der Vereinten Nationen für die Stabilisierung in der Demokratischen Republik Kongo. Nach verschiedenen leitenden Funktionen bei den Bodenstreitkräften wurde er 2010 im Rang eines Oberstleutnants und als Nachfolger von Abdoulaye Adamou Harouna Kommandant der 6. Kompanie.
Soumana Kalkoye ist verheiratet und hat zwei Kinder.

## Ehrungen
- Ritter des Nationalordens Nigers
- Ritter des Verdienstordens Nigers
- UN-Medaille (Ruanda)
- Ritter des französischen Nationalverdienstordens
- Träger des französischen Militärverdienstkreuzes mit bronzenem Stern[2]